# Tiếng Media
Tiếng Media là ngôn ngữ của người Media. Nó thuộc về nhánh Iran Tây Bắc, mà cũng bao gồm những ngôn ngữ khác như tiếng Azari cổ, tiếng Gilak, tiếng Mazanderan, tiếng Kurd (Zazaki, Gorani, Sorani, Kurmanji), và tiếng Baloch.

## Ghi nhận
Tiếng Media chỉ được ghi nhận trong một số từ mượn trong tiếng Ba Tư cổ. Ta chẳng biết gì về ngữ pháp của nó, "nhưng nó chia sẻ nhiều đặc điểm hình thái với tiếng Avesta hơn tiếng Ba Tư. Dưới sự cai trị của người Media.... tiếng Media chắc chắn ở một mức độ nào đó đã là ngôn ngữ chính thức ở mạn tây Iran".
Không có tài liệu đương thời nào được lưu giữ. "Hiện tại chỉ có một bản khắc thời tiền Achaemenid (một thẻ đồng) đã được tìm ra trên khu vực Media. Đây là một bản ghi chữ hình nêm bằng tiếng Akkad, có lẽ niên đại khoảng thế kỷ 8 TCN, nhưng chẳng có từ gốc Media nào trong đó cả."